# Берон Девіс
Берон Волтер Луіс Девіс (англ. Baron Walter Louis Davis, нар. 13 квітня 1979, Лос-Анджелес, США) — американський професіональний баскетболіст, що грав на позиції розігруючого захисника за низку команд НБА. Гравець національної збірної США. Згодом аналітик програми NBA on TNT.

## Ігрова кар'єра

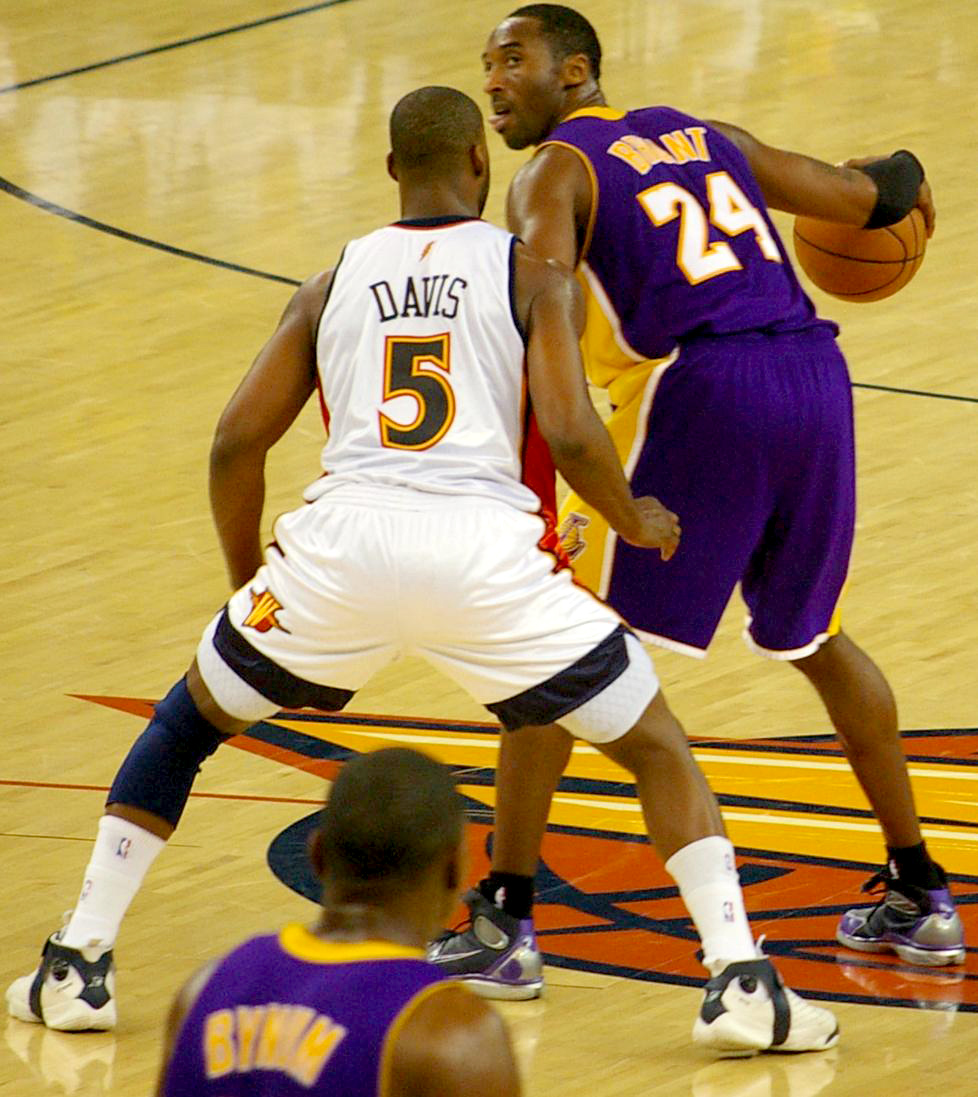
Девіс захищається проти Кобі Браянта

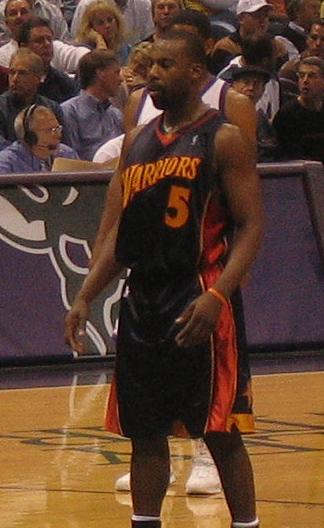
Девіс під час перебування у складі «Ворріорз»

На університетському рівні грав за команду УКЛА (1997–1999). 
1999 року був обраний у першому раунді драфту НБА під загальним 3-м номером командою «Шарлотт Горнетс». Професійну кар'єру розпочав 1999 року виступами за тих же «Шарлотт Горнетс», захищав кольори команди із Шарлотт протягом наступних 3 сезонів. 17 лютого 2001 року на арені Бредлі-центр відзначився забитим м'ячем з дистанії 27 метрів, що стало рекордом НБА. 2002 року замість травмованого Вінса Картера взяв участь у матчі всіх зірок НБА.
2002 року клуб переїхав з Шарлотт до Нового Орлеану.
24 лютого 2005 року перейшов до «Голден-Стейт Ворріорс» в обмін на Спіді Клекстона та Дейла Девіса. У складі команди з Сан-Франциско провів наступні 3 сезони своєї кар'єри.
Наступною командою в кар'єрі гравця була «Лос-Анджелес Кліпперс», за яку він відіграв 3 сезони. 20 листопада 2009 року в матчі проти Денвер Наггетс подолав позначку в 5,000 асистів за кар'єру.
24 лютого 2011 року був обміняний до складу «Клівленд Кавальєрс» на Мо Вільямса та Джамаріо Муна. Разом з Девісом «Кліпперс» також віддали право вибору на драфті 2011, яким виявився перши номер; таким чином «Клівленд» вибрав Кайрі Ірвінга. 14 грудня 2011 року клуб відрахував Девіса зі складу команди, давши можливість Ірвінгу грати більше, а Девісу підшукати конкурентно-спроможну команду.
19 грудня 2011 року перейшов до «Нью-Йорк Нікс», у складі якої провів наступний сезон своєї кар'єри.
Останньою ж командою в кар'єрі гравця стала «Делавер Ейті-Севентерс» з Ліги розвитку НБА, до складу якої він приєднався 2016 року і за яку відіграв лише частину сезону.

## Статистика виступів в НБА
| * | Лідер ліги |

### Регулярний сезон
| Сезон              | Команда                 | GP  | GS  | MPG  | FG%  | 3P%  | FT%  | RPG | APG | SPG  | BPG | PPG  |
| ------------------ | ----------------------- | --- | --- | ---- | ---- | ---- | ---- | --- | --- | ---- | --- | ---- |
| 1999–00            | «Шарлотт Горнетс»       | 82  | 0   | 18.6 | .420 | .225 | .634 | 2.0 | 3.8 | 1.2  | .2  | 5.9  |
| 2000–01            | «Шарлотт Горнетс»       | 82  | 82  | 38.9 | .427 | .310 | .677 | 5.0 | 7.3 | 2.1  | .4  | 13.8 |
| 2001–02            | «Шарлотт Горнетс»       | 82  | 82  | 40.5 | .417 | .356 | .580 | 4.3 | 8.5 | 2.1  | .6  | 18.1 |
| 2002–03            | «Нью-Орлінс Горнетс»    | 50  | 47  | 37.8 | .416 | .350 | .710 | 3.7 | 6.4 | 1.8  | .4  | 17.1 |
| 2003–04            | «Нью-Орлінс Горнетс»    | 67  | 66  | 40.1 | .395 | .321 | .673 | 4.3 | 7.5 | 2.4* | .4  | 22.9 |
| 2004–05            | «Нью-Орлінс Горнетс»    | 18  | 13  | 32.9 | .366 | .321 | .771 | 3.7 | 7.2 | 1.7  | .2  | 18.9 |
| 2004–05            | «Голден-Стейт Ворріорс» | 28  | 19  | 35.3 | .401 | .341 | .755 | 3.9 | 8.3 | 1.8  | .4  | 19.5 |
| 2005–06            | «Голден-Стейт Ворріорс» | 54  | 48  | 36.5 | .389 | .315 | .675 | 4.4 | 8.9 | 1.6  | .3  | 17.9 |
| 2006–07            | «Голден-Стейт Ворріорс» | 63  | 62  | 35.3 | .439 | .304 | .745 | 4.4 | 8.1 | 2.1* | .5  | 20.1 |
| 2007–08            | «Голден-Стейт Ворріорс» | 82  | 82  | 39.0 | .426 | .330 | .750 | 4.7 | 7.6 | 2.3  | .5  | 21.8 |
| 2008–09            | «Лос-Анджелес Кліпперс» | 65  | 60  | 34.6 | .370 | .302 | .757 | 3.7 | 7.7 | 1.7  | .5  | 14.9 |
| 2009–10            | «Лос-Анджелес Кліпперс» | 75  | 73  | 33.6 | .406 | .277 | .821 | 3.5 | 8.0 | 1.7  | .6  | 15.3 |
| 2010–11            | «Лос-Анджелес Кліпперс» | 43  | 35  | 29.5 | .416 | .296 | .760 | 2.8 | 7.0 | 1.4  | .5  | 12.8 |
| 2010–11            | «Клівленд Кавальєрс»    | 15  | 9   | 25.3 | .421 | .414 | .815 | 2.4 | 6.1 | 1.1  | .4  | 13.9 |
| 2011–12            | «Нью-Йорк Нікс»         | 29  | 14  | 20.5 | .370 | .306 | .667 | 1.9 | 4.7 | 1.2  | .1  | 6.1  |
| Усього за кар'єру  | Усього за кар'єру       | 835 | 692 | 34.2 | .409 | .320 | .711 | 3.8 | 7.2 | 1.8  | .4  | 16.1 |
| В іграх усіх зірок | В іграх усіх зірок      | 2   | 0   | 14.5 | .286 | .111 | .000 | .5  | 6.0 | .5   | .0  | 4.5  |

### Плей-оф
| Сезон             | Команда                 | GP | GS | MPG  | FG%  | 3P%  | FT%   | RPG | APG | SPG | BPG | PPG  |
| ----------------- | ----------------------- | -- | -- | ---- | ---- | ---- | ----- | --- | --- | --- | --- | ---- |
| 2000              | «Шарлотт Горнетс»       | 4  | 0  | 14.3 | .435 | .167 | .500  | 1.5 | 1.5 | 1.0 | .0  | 5.8  |
| 2001              | «Шарлотт Горнетс»       | 10 | 10 | 39.7 | .480 | .400 | .714  | 4.4 | 5.8 | 2.8 | .5  | 17.8 |
| 2002              | «Шарлотт Горнетс»       | 9  | 9  | 44.6 | .378 | .339 | .597  | 7.0 | 7.9 | 3.6 | .6  | 22.6 |
| 2003              | «Нью-Орлінс Горнетс»    | 5  | 5  | 38.8 | .446 | .343 | .727  | 3.6 | 8.4 | 1.4 | .4  | 20.4 |
| 2004              | «Нью-Орлінс Горнетс»    | 7  | 7  | 37.1 | .377 | .327 | .758  | 4.1 | 7.0 | 1.6 | .7  | 18.1 |
| 2007              | «Голден-Стейт Ворріорс» | 11 | 11 | 40.5 | .513 | .373 | .770  | 4.5 | 6.5 | 2.9 | .6  | 25.3 |
| 2012              | «Нью-Йорк Нікс»         | 4  | 4  | 24.3 | .478 | .286 | 1.000 | .8  | 3.3 | .0  | .0  | 7.8  |
| Усього за кар'єру | Усього за кар'єру       | 50 | 46 | 37.0 | .442 | .350 | .709  | 4.3 | 6.2 | 2.3 | .5  | 18.8 |

## Особисте життя

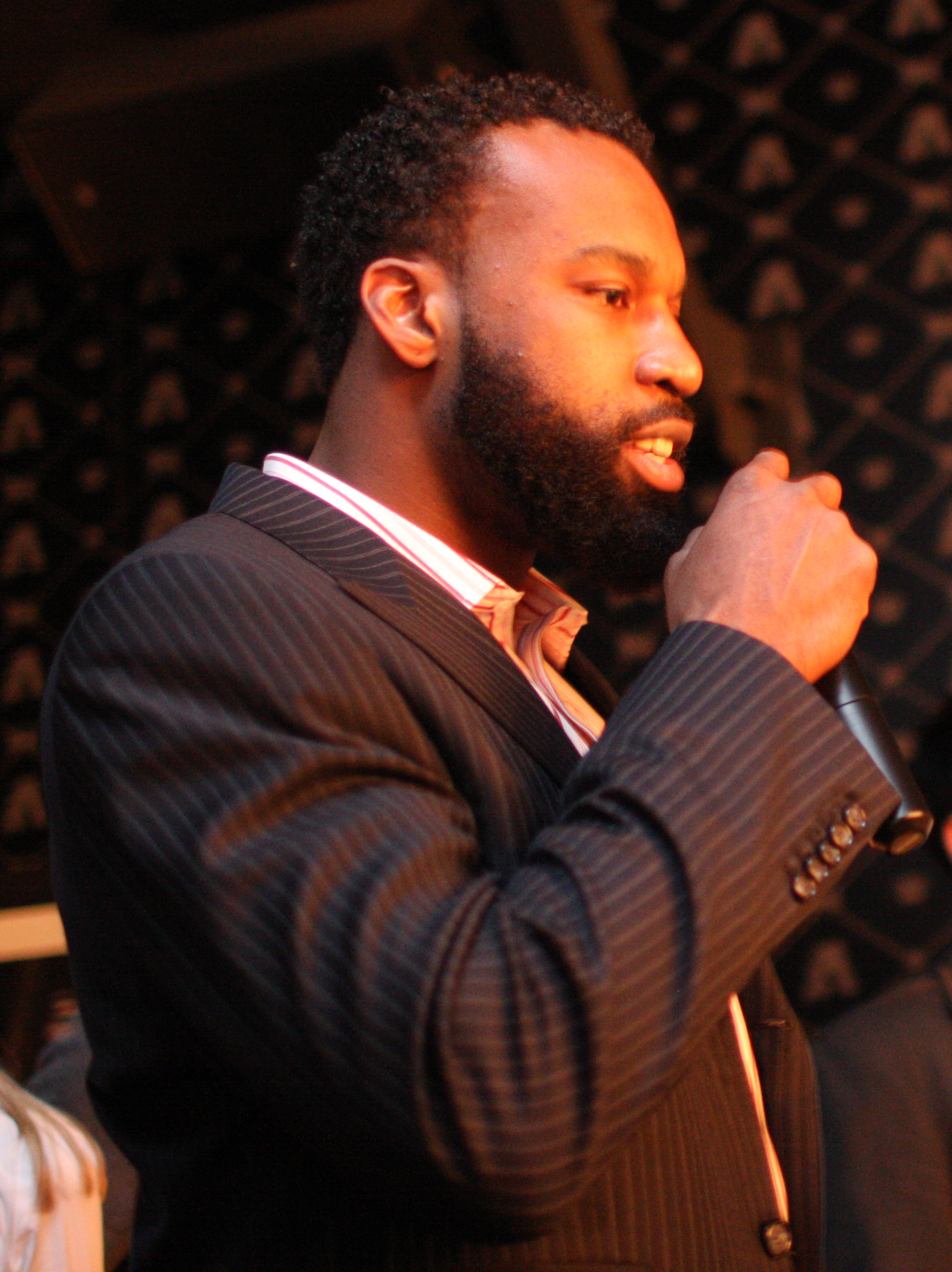
Девіс виголошує промову, 2008

30 січня 2014 року одружився з Ізабеллою Брюстер, сестрою Джордани Брюстер. За три роки подружнього життя у пари народилось двоє дітей. У червні 2017 року шлюб розпався.

### Кар'єра на ТБ
З 2017 року постійний гість програми NBA on TNT як експерт.

### Акторська кар'єра
Девіс знявся у фільмі «Шашлик» та серіалах «Lincoln Heights і «Забуті», чим заробив собі членство у Гільдії кіноакторів США. 2005 року заснував компанію Verso Entertainment для виробництва фільмів. Згодом зіграв самого себе у одній із серій «Красунь в Клівленді». 2012 року знявся в епізодичний ролі у фільмі «Мій пацан», а 2015 року знову зіграв самого себе у фільмі «Ніч перед похміллям».
12 листопада 2015 року разом з Кайрі Ірвінгом, Реєм Алленом та Джей Бі Смувом знявся у четвертій серії реклами Пепсі «Дядько Дрю».
У восьмій серії третього сезону серіалу «Моцарт у джунглях» зіграв травмованого гравця НБА.

### Підприємницька діяльність
2012 року заснував компанію 5 Balloons Interactive, яка займається написанням ігор для iPhone, iPad та iPod Touch.
2016 року створив компанію Black Santa Company, яка реалізує різдвяні подарунки.